# Het Amsterdamsche Fonds
Het Amsterdamsche Fonds is een Nederlandse stichting die zich richt het financieel ondersteunen van hoofdstedelijke initiatieven.
Het fonds werd opgericht op 18 juli 1945 met kapitaal dat door de toenmalige Amsterdamse bestuurders van de De Amsterdamsche Kring bijeen was gebracht.
De doelstelling van het fonds is de algemene belangen van Amsterdam te dienen door specifieke initiatieven, die weinig of geen ondersteuning van andere instanties ontvangen, financieel te ondersteunen. Het beleid van het fonds is het verlenen van subsidies uit inkomsten van het kapitaal van de stichting en ontvangen donaties aan projecten op sociaal-cultureel terrein die ten goede komen aan de Amsterdammers.
Uit de beleggingsopbrengsten en ook dankzij de bijdragen van de Kringleden kan het fonds jaarlijks ongeveer 50.000 euro uittrekken voor de financiering van diverse projecten.

## Boeken
- 1955 - De Amsterdamsche Kring en het Amsterdamsche Fonds 1945-1955 - Greup, G.M
- 1982 - De Amsterdamsche kring - Bakker, P., Heydra, T., Tegel, J.W.